# IFK Borgholm
IFK Borgholm, bildad 15 augusti 1906, är den äldsta och största idrottsföreningen på Öland i Sverige. Klubben bedriver bland annat fotbollsverksamhet med ett herrlag i division 4, samt ett damlag i div 3.
IFK Borgholm har (2022) 281 medlemmar.

## Historia
Vid bildanden 1906 blev E.A. Bergström förste ordförande. 1910 bildades tennissektionen, och 1933 simningssektionen. Senare kom man även att bedriva bordtennis.
1951 gick man upp Smålandsserien Division I i fotboll. 1956 startades pojkfotboll. 1962 slutade pojklaget för 16-åringar i fotboll 2:a i Smålandscupen. 1967 slutade A-laget i fotboll på tredje plats i Division IV. På mitten av nittiotalet spelade man 2 säsonger i div 3.
Nicklas Karlström med landslagsmeriter och spel i ett antal allsvenska klubbar har IFK Borgholm som moderklubb.
1968 bildades en badmintonsektion, och 1975 nådde badmintonsektionen Division III.
1984 startade damlaget i fotboll.
IFK Borgholm spelar till vardags på Borgholms IP, där även Victoriadagen hålls på sommaren.